# Aérodrome de Jessore
L'aéroport Jessore (code IATA : JSR • code OACI : VGJR) est un aéroport du Bangladesh situé dans la ville de Jessore.

## Situation
| Chittagong Dacca Sylhet Barisal Cox's Bazar Jessore Râjshâhî Saidpur |

## Compagnies et destinations
| Compagnies                | Destinations     |
| ------------------------- | ---------------- |
| Biman Bangladesh Airlines | Dacca-Shah Jalal |
| Novoair                   | Dacca-Shah Jalal |
| United Airways            | Dacca-Shah Jalal |
| US-Bangla Airlines        | Dacca-Shah Jalal |

Édité le 28/09/2017